# Top of the Pops
Top of the Pops è stato un programma musicale originario del Regno Unito e trasmesso sulla BBC dal 1964 al 2006.
La sigla storica del programma è una cover strumentale di Whole Lotta Love dei Led Zeppelin, eseguita dai CCS.
Il programma nel Regno Unito, dopo aver avuto il suo momento di maggior successo negli anni novanta, il 30 luglio 2006 ha cessato le sue trasmissioni in patria; seppur sopravvive ancora sulla BBC sotto forma di uno special annuale trasmesso in occasione del Natale intitolato TOTP2 (che sta per Top of the Pops 2). Numerose furono le critiche per la cancellazione del programma. Seppur in madrepatria il programma non esista più, in alcuni paesi del mondo viene ancora trasmesso.

## Format

David Bowie e Mick Ronson a Top of the Pops nel 1972

Il format di Top of the Pops consiste nel presentare la classifica dei dischi più venduti della settimana facendone ascoltare le canzoni eseguite dagli artisti stessi, in playback o dal vivo, nello studio del programma. I musicisti soliti a esibirsi sono dunque quelli più in voga nel momento e sui livelli alti delle classifiche discografiche. 

## Storia

### Le origini
Il programma inizia mercoledì 1 gennaio 1964 alle 18:35 su BBC One. La prima puntata venne trasmessa dallo Studio A dei Dickenson Road Studios, studi televisivi situati vicino a Manchester.
Per i primi tre anni Alan Freeman, David Jacobs, Pete Murray e Jimmy Savile presentavano a rotazione il programma. 
Nel 1969, con il passaggio al colore, il programma si sposta al BBC Television Centre.

### Anni ottanta
Nel settembre 1985, il programma si sposta in una nuova fascia oraria, il giovedì alle 19:00, della durata di mezz'ora. Questa fascia oraria sarà mantenuta almeno fino al giugno 1996.
Nel 1988, Paul Ciani divenne il nuovo produttore esecutivo del programma. L'anno successivo, nel tentativo di inserire più canzoni nella mezz'ora assegnata, Ciani limitò la durata delle esibizioni dal vivo a tre minuti e dei video musicali a due minuti.
Nel luglio 1990, viene introdotta una classifica dei primi 5 album più gettonati. Questa classifica verrà trasmessa mensilmente almeno fino al maggio 1991.

### Anni novanta
Nel 1991, a causa di una malattia, Ciani si dimise dall'incarico di produttore esecutivo. 
Il primo episodio, dopo il restyling dello show, venne seguita da circa 8,9 milioni di telespettatori, oltre 1 milione in più rispetto alla media del programma.

### 2000-2006
Nel 2001 il programma, dopo dieci anni, torna ad essere trasmesso dal BBC Television Centre. 

#### 2003: All New Top of the Pops
Nel 2003 Andi Peters, ex presentatore del programma, diventa il nuovo produttore esecutivo dello show.
Nonostante la prima puntata con il nuovo formato abbia avuto ascolti migliori, la trasmissione, condotta ora dall'ex presentatore di MTV Tim Kash, è tornata velocemente ad ottenere ascolti bassi e brutte recensioni.

#### 2005: l'inizio della fine
La prima edizione in onda su BBC Two è andata in onda il 17 luglio 2005 alle 19:00, con la conduzione di Fearne Cotton.
Poco dopo il passaggio su BBC Two, Peters si dimise dall'incarico di produttore esecutivo. Venne sostituito da Mark Cooper, direttore creativo per l'intrattenimento musicale della BBC, mentre la produttrice Sally Wood rimase a supervisionare settimanalmente lo show.

#### 2006: la cancellazione
Il 20 giugno 2006, la BBC annunciò ufficialmente la cancellazione del programma. L'ultima puntata, registrata il 26 luglio 2006, è andata in onda domenica 30 luglio 2006 ed aveva la durata di un'ora. In questa puntata, Edith Bowman co-conduceva la trasmissione con Jimmy Savile, primo conduttore dello show, e con Reggie Yates, Mike Read, Pat Sharp, Sarah Cawood, Dave Lee Travis, Rufus Hound, Tony Blackburn e Janice Long.

### 2006-oggi: dopo la cancellazione
Il sito web della trasmissione, che la BBC aveva inizialmente promesso di mantenere attivo, ora non è più aggiornato.

#### Critiche per la cancellazione
Nell'ottobre 2008, Andy Burnham (all'epoca  Segretario di Stato per la cultura) e la band indie inglese The Ting Tings fecero un appello affinché la trasmissione ritornasse in onda.
Nel luglio 2009, Neil Tennant (cantante dei Pet Shop Boys) criticò direttamente la BBC, affermando che i nuovi artisti stavano perdendo "quel grande momento in cui venivano incoronati i Re del Pop settimanali".

#### Notizie su un possibile ritorno
Il 29 ottobre 2008, in un'intervista durante i National Television Awards, il noto produttore discografico Simon Cowell dichiarò di esser disponibile ad acquistare dalla BBC i diritti di Top of the Pops.

#### Repliche di BBC Four
Nell'aprile 2011, la BBC incominciò a ritrasmettere le vecchie puntate di Top of the Pops su BBC Four. La BBC ha reso disponibili le puntate già ritrasmesse anche su BBC iPlayer.
Mike Smith (presentatore del programma dal 1982 al 1988) ha deciso di non firmare l'autorizzazione che avrebbe consentito alla BBC di rimandare in onda gli episodi in cui lui presentava. Dopo la sua morte, avvenuta nel agosto 2014, la BBC ha continuato a rispettare le sue volontà, non trasmettendo più gli episodi dove è presente Smith.

## Spin-off e speciali

### Puntate speciali

#### Christmas Top of the PopseTop of the Pops New Year Special
Il 24 dicembre 1964 venne trasmessa sempre su BBC One una puntata speciale natalizia di Top of the Pops. In questo episodio, vengono passati in rassegna i più dei più grandi successi dell'anno in conclusione. 

## Episodi persi
Dei primi 500 episodi (tra il 1964 e il 1973) solo circa venti episodi completi sono presenti negli archivi della BBC. 

## Versioni internazionali

### America Latina
Dal 2018 al 2020, la rete televisiva brasiliana TV Globo ha trasmesso un programma, liberamente ispirato a Top of the Pops, dal titolo Só Toca Top. Questa versione era condotta da vari personaggi famosi, tra cui nella prima edizione il cantante Luan Santana e l'attrice Fernanda Souza.

### Germania
Negli anni novanta, Top of the Pops ha concesso il suo marchio all'emittente tedesca RTL. La versione tedesca venne trasmessa ogni sabato pomeriggio a partire dal 19 settembre 1998 ed ebbe successo per molto tempo. Durante la messa in onda della trasmissione, viene pubblicato una compilation musicale e una rivista. L'8 aprile 2006, dopo 355 episodi, la trasmissione chiude i battenti.

### Italia
Già Discoring, nel 1977, si ispirava a questa trasmissione, fornendone però una versione italiana non ufficiale. 
In Italia venne poi creata una versione intitolata Top of the Pops trasmessa da Rai 2 ogni sabato a partire dal 16 settembre 2000 al 20 settembre 2003, rimanendovi in programmazione fino al 2 settembre 2006, andando in onda anche su Italia 1. Infine tornò su Rai 2 dal 27 febbraio 2010 al 14 maggio 2011.

### Nuova Zelanda
Il marchio Top of the Pops venne esportato anche in Nuova Zelanda.

### Stati Uniti
Nel ottobre 1987, il canale televisivo CBS decise di creare una versione americana dello show. Era condotta da Nia Peeples. Il programma venne trasmesso il venerdì in seconda serata, come parte della struttura CBS Late Night e durò quasi un anno e mezzo.

## Riferimenti nella cultura di massa
- Nel gennaio 1971, Benny Hill fece una parodia del programma, intitolata Top of the Tops.
- Nel 1978, la band punk scozzese The Rezillos criticò il programma nella loro canzone "Top of the Pops".